# Ortell-Lardero-2
Ortell-Lardero-2 M024 es el nombre de una variedad cultivar de manzano (Malus domestica) Esta manzana está cultivada en la colección de germoplasma de peral y manzano en la "Finca de Gimenells de la Estación Experimental de Lérida - IRTA". Esta manzana es originaria de la Comunidad autónoma de La Rioja, procedente de un ejemplar localizado en el año 1996 en Lardero municipio cercano a Logroño que junto a otros municipios compone el Área metropolitana de Logroño.

## Sinónimos
- "Ortell-Lardero-2 M024"
- "Manzana Ortell-Lardero-2".[6]

## Historia
'Ortell-Lardero-2' es una variedad de manzana de La Rioja, está catalogada con el número de accesión M024 en el Banco de germoplasma de peral y manzano de la Universidad de Lérida, que se encuentra integrado en la Red de Colecciones del Programa de Conservación y Utilización de los Recursos Fitogenéticos para la Alimentación y la Agricultura, del Plan Nacional de I+D+I.
'Ortell-Lardero-2' está considerada con otras muchas de las entradas que se han incorporado al Banco de germoplasma en la "Finca de Gimenells de la Estación Experimental de Lérida - IRTA", provienen de ejemplares únicos, en algunos casos, actualmente desaparecidos, lo que ha permitido paliar la erosión genética que se está dando en estas especies frutales.
'Ortell-Lardero-2' es una variedad que se cultiva para su conservación genética, para posibles usos y mejoras en cruces con otras variedades, para incrementar cualidades o intercambiarlas.

## Características
El manzano de la variedad 'Ortell-Lardero-2' tiene un vigor fuerte de tipo ramificado, con porte horizontal; ramos con pubescencia media, de un grosor medio, con longitud de entrenudos medios, número de lenticelas medio, relación longitud/grosor de los entrenudos media, tipo de ramos fructíferos "sin predominio"; época de inicio de floración temprana, yema fructífera de forma ovoide de una longitud corta, flor no abierta presenta color del botón floral rosa pálido, flor de tamaño medio, pétalos con posición relativa de los bordes separados, inflorescencia con número medio de flores pocas, de forma plana o ligeramente cupuliforme, sépalos de color predominante verde, sépalos de longitud media, con los pétalos de longitud corta y anchura corta, siendo la relación longitud/anchura de los pétalos bastante más largos, estilos con longitud en relación con los estambres de más largos, estilos con punto de soldadura cerca de la base.
Las hojas tienen un porte erguido en relación con el ramo, limbo de longitud medio y de anchura medio, con una relación longitud/anchura pequeña, forma del borde ondulada, peciolo con longitud largo, forma del limbo elíptico-ensanchada, aspecto de la superficie del haz medianamente brillante, pubescencia del envés media, plegamiento de la superficie ondulada, tamaño de la punta media, forma de la base aguda, estípulas con una forma filiformes, y ángulo del peciolo respecto al ramo pequeño.
La variedad de manzana 'Ortell-Lardero-2' tiene un fruto de tamaño y peso pequeño-medio; forma globosa cónica, relación longitud/anchura grande, lados (ausencia o presencia de lados marcados) medio, posición de la anchura máxima hacia el pedúnculo; piel con estado ceroso fuerte, pruina de la epidermis débil; con color de fondo amarillo verdoso, importancia del sobre color ausente o muy débil, sobre color de superficie naranja, siendo su intensidad claro, reparto del color en la superficie difuminado, acusando unas lenticelas pequeñas, y una sensibilidad al "russeting" (pardeamiento áspero superficial que presentan algunas variedades) en las caras laterales ausente o muy débil; pedúnculo con una longitud medio, y un grosor medio, anchura de la cavidad peduncular media, profundidad de la cavidad pedúncular media, y con importancia del "russeting" en cavidad peduncular ausente o muy débil; coronamiento por encima del cáliz medio, anchura de la cav. calicina media, profundidad de la cav. calicina poco profunda, y con importancia del "russeting" en cavidad calicina ausente o muy débil; ojo de tamaño pequeño, cerrado; longitud de sépalos media.
Carne de color blanca, con oscurecimiento de la carne al corte fuerte; textura media, dureza sensorial muy dura, con jugosidad jugoso; sabor bueno, valoración global malo; corazón con distinción de la línea fuerte; eje abierto; lóculos carpelares completamente abiertos; porte del sépalo parcialmente extendido; semilla de longitud grande, de anchura ancha, y de color marrón oscuro.
La manzana 'Ortell-Lardero-2' tiene una época de maduración y recolección de fruto muy tardía, finales de otoño e inicios de invierno. Época de caída de hoja muy tardía. Se usa como manzana de mesa fresca y para sidra.

## Calidad de fruto y prueba de cata
- Peso del fruto: Medio
- Calibre del fruto: Medio
- Longitud del fruto: Grande
- Índice de almidón: Alto
- Dureza medida de la carne: Alta
- Índice refractométrico (IR): Alto
- Acidez titulable: Baja
- Jugosidad de la carne: Jugoso
- Textura de la carne: Media
- Dureza sensorial de la carne: Dura
- Dulzor: Fuerte
- Acidez: Débil
- Intensidad del sabor de la carne: Fuerte
- Sabor: Bueno
- Valoración global del fruto: Bueno.[2]

## Características Agronómicas
310 Aptitud para la conservación del fruto en árbol: s/d
311 Aptitud para la conservación del fruto en almacén o cámara: Alta
312 Sensibilidad al moteado: s/d
313 Sensibilidad al oídio: s/d
314 Sensibilidad a pulgones: s/d
- Afinidad del injerto (compatibilidad): Buena
- Facilidad de formación y poda: Alta
- Tipo de fructificación: Tipo III
- Precocidad varietal: Muy poco precoz
- Vecería: Alta
- Productividad: Alta
- Necesidad de aclareo: Alta
- Escalonamiento de la maduración del fruto: Largo
- Sensibilidad a la caída en maduración: Media
- Aptitud para la conservación del fruto en árbol: sin datos
- Aptitud para la conservación del fruto en almacén o cámara: Alta
- Sensibilidad al moteado: sin datos
- Sensibilidad al oídio: sin datos
- Sensibilidad a pulgón lanígero: sin datos.[2]